# Sawahlunto
Sawahlunto (oude spelwijze: Sawahloento) is een stadsgemeente (kota otonom, voorheen kotamadya genoemd) in de provincie West-Sumatra op het eiland Sumatra, Indonesië. Sawahlunto heeft 52.562 inwoners (2003) en heeft een oppervlakte van 273,44 km².
De stad grenst in het noorden aan het regentschap Tanah Datar, in het oosten aan het regentschap Sijunjung en in het zuiden en westen aan het regentschap Solok.
Het stadje heeft diverse gebouwen die herinneren aan de periode van Nederlandse overheersing van Indonesië. Ook is er een oud kerkhof vlak bij Sawahlunto waar onder andere oude graven zijn die in de tijd van de koloniale overheersing gebruikt werden.
Sawahlunto is onderverdeeld in 4 onderdistricten (kecamatan):
- Barangin
- Lembah Segar
- Silungkang
- Talawi

## Geboren in Sawahlunto
- Chaerul Saleh (1916-1967), politicus
- Henk Deys (1932-2023), auteur en chemicus